# Baron Aberconway
Baron Aberconway z Bodnantu je šlechtický titul ve Spojeném království. Vytvořen byl 21. června 1911 pro liberálního politika Charlese McLarena, 1. baroneta. Předtím byl 8. srpna 1902 povýšen na baroneta z Bodnantu, Gwylgre a Hilders.

## Seznam baronů
- Charles McLaren, 1. baron Aberconway (1850–1934)
- Henry McLaren, 2. baron Aberconway (1879–1953)
- Charles McLaren, 3. baron Aberconway (1913–2003)
- Charles McLaren, 4. baron Aberconway (nar. 1948)

Jeho nástupcem je jeho syn Charles Stephen McLaren (nar. 1984).